# 五一镇 (基洛夫州)
五一镇（羅馬化：Pervomayskiy），旧称尤里亚-2（Юрья-2），是俄罗斯基洛夫州的封闭市级镇，行政地位相当于区。该地地处基洛夫州北部，位于卡马河流域内尤里亚河畔，河对面有市级镇尤里亚。州府基洛夫位于该地东南方。
该地2021年人口有6,199人；2010年人口6,147人；2002年人口9,300人。